# Molesme
Molesme (Schreibung bis 1997: Molesmes) ist eine französische Gemeinde mit 274 Einwohnern (Stand 1. Januar 2022) im Département Côte-d’Or in der Region Bourgogne-Franche-Comté.

## Geografie
Molesme liegt in der Nordwestecke des Départements Côte d’Or am Fluss Laignes, 46 Kilometer südöstlich von Troyes. Nachbargemeinden von Molesme sind Channes im Westen, Les Riceys im Norden, Villedieu im Südosten und Vertault im Südwesten. Das Gemeindegebiet umfasst 2842 Hektar, die mittlere Höhe beträgt 267 Meter über dem Meeresspiegel, die Mairie steht auf einer Höhe von 221 Metern.
Molesme ist einer Klimazone des Typs Cfb (nach Köppen und Geiger) zugeordnet: Warmgemäßigtes Regenklima (C), vollfeucht (f), wärmster Monat unter 22 °C, mindestens vier Monate über 10 °C (b). Es herrscht Seeklima mit gemäßigtem Sommer.

## Geschichte
Das Gemeindegebiet war schon in um gallo-römischer Zeit (52 v. Chr. bis 486 n. Chr.) besiedelt, wie die Ruinen von Vertilium beweisen.
Um 1860 wurde die Départementsstraße gebaut, die die Orte Laignes und Les Riceys miteinander verbindet.
Die Kirche Sainte-Croix zeigt noch Spuren der Kämpfe, die sich während des Zweiten Weltkriegs im Juni 1940 zwischen deutschen und französischen Truppen in Molesme ereignet haben.

### Bevölkerungsentwicklung
| Jahr                       | 1962 | 1968 | 1975 | 1982 | 1990 | 1999 | 2007 | 2016 |
| Einwohner                  | 268  | 258  | 258  | 246  | 224  | 225  | 225  | 265  |
| Quellen: Cassini und INSEE |      |      |      |      |      |      |      |      |

## Sehenswürdigkeiten
Die Abtei Molesme wurde 1075 von Robert von Molesme gegründet. Im Hundertjährigen Krieg (1337–1453), während der Hugenottenkriege (1562–1598) und während der Französischen Revolution (1789–1799) wurde die Abtei beschädigt. Die Abtei ist seit 1971 im Zusatzverzeichnis der Monuments historiques (‚historische Denkmale‘) eingetragen. Besuche sind nur nach Vereinbarung möglich.
Die Kirche Exaltation-de-la-Sainte-Croix wurde im 12. und 13. Jahrhundert erbaut. Sie diente auch als Kapelle für die Novizen der Abtei. Im 19. Jahrhundert wurde ein neuer Glockenturm errichtet. Die Kirche ist seit 1987 in das Zusatzverzeichnis der Monuments historiques eingetragen. In der Kirche hängt ein Gemälde aus dem 17. Jahrhundert, das Pierre Mignard zugeschrieben wird. Es wurde 1964 als Monument historique eingestuft.

## Wirtschaft

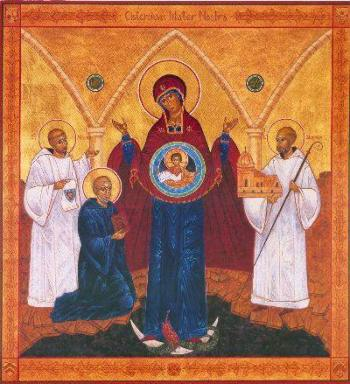
Die drei Gründer des Klosters Citeaux: von links nach rechts Stephan Harding, Robert von Molesme und Alberich von Cîteaux.

Bis zum Ersten Weltkrieg (1914–1918) war Molesme ein agrikulturell orientierter Ort, in dem auch Hanftextilien hergestellt wurden. Geröstet wurde der Hanf im Fluss. Es gab außerdem mehrere Kalksteinbrüche.
Das Weinbaugebiet Châtillonnais umfasst 23 Gemeinden im Norden des Départements Côte d’Or. Es wird Spätburgunder und Chardonnay angebaut. Molesme ist einer der Hauptorte des Weinbaus im Châtillonnais mit 70 Hektar bepflanztem Weinberg.
Auf dem Gemeindegebiet gelten kontrollierte Herkunftsbezeichnungen (AOC) für Époisses (Käse), Marc de Bourgogne, Fine de Bourgogne und Weine aus den Weinbaugebieten Bourgogne, Bourgogne Passetoutgrain, Bourgogne Aligoté, Bourgogne Gamay, Crémant de Bourgogne und Bourgogne Grand Ordinaire sowie geschützte geographische Angaben (IGP) für Geflügel (Volailles de Bourgogne und Volailles du plateau de Langres), Emmentaler (Emmental français Est-Central) und Senf (Moutarde de Bourgogne). Fine de Bourgogne wird aus Trubstoff aus den Weinfässern destilliert.

## Persönlichkeiten
- Robert von Molesme (1028–1111), Gründerabt des Klosters Cîteaux und der Abtei Molesme.